# Dénesmonostora
Dénesmonostora az egykori Zaránd vármegyében, a Fehér-Körös és a híres bortermő Makra hegy közötti területen állt egykor, aképpen, hogy a monostor maga még az Egri egyházmegyéhez, de a vele szemben, a Fehér-Körös jobbpartjára eső falu már a Váradi egyházmegyéhez tartozott.

## Története
A Becsegergely nemzetség alapította Szent Dénes tiszteletére szentelt Dénesmonostora és a mellette levő Szentlélek templom a fennmaradt adatokból következtetve valahol a mai Arad megyéhez tartozó Borosjenő határában, a balukányi malom környékén állhatott.
E nemzetségi monostorról és a nemzetség tagjairól 1199-ből maradt fenn az első adat, ekkor említik a monostor prépostját és szerzeteseit is. Ekkor éltek a nemzetség tagjai közül I. Ant fiai: I. János, I. Jakab és II. Ant, valamint I. Becse fiai:I. Luka, II. János, I. Dénes és I. Lőrinc.
1258–1344 között a nemzetség tagjai: I. Ant és I. Becse unokái a monostor kegyuri jogáról négy alkalommal is egyezkedtek:
1318-ban ugyancsak említették a nemzetség Szent Dénes tiszteletére szentelt monostorát.
A monostor valószínű, hogy a tizenöt éves háború során pusztulhatott el.